# نايجل بيتن
نايجل بيتن (بالإنجليزية: Nigel Peyton)‏ هو قسيس بريطاني، ولد في 1951 في لندن في المملكة المتحدة.